# Joe Junior
羅利期（葡萄牙語：José Maria Rodriguez，1946年7月22日—），藝名Joe Junior或祖尊尼亞，生於英屬香港，葡萄牙籍，香港男歌手及演員。他在拍攝《三個小生去旅行》前未曾到過葡國，更完全不諳葡萄牙語。

## 背景
Joe Junior在香港灣仔出生，年幼時定居香港島莊士敦道近昔日救世軍學校地區。至五六歲左右遷居北角七姊妹道。他曾就讀澳門的粤華中學（幼稚園）、聖若瑟小學（未有摩理臣山現址前與聖若瑟書院共用同一校舍）、聖若瑟書院（中一至中三，被神父以成績差及時常打架犯校規為由開除學籍）及新法書院（中五；加路連山道分校）。入讀新法書院期間與已故藝人鄧光榮為同學。其中文名「羅利期」源於他要申領回鄉證和在學時學習中文的需要。Joe Junior之所以喜歡唱歌緣於小時候聽親戚播放的歌曲，因為覺得有趣，於是漸漸喜歡唱歌。而保羅·安卡《Diana》一曲更令他決定要當歌手。他求學階段，即1950年代末曾經參加麗的呼聲「初試新星」比賽。亦在十五歲與陳家蓀一同合組「獵人樂隊」參與樂隊活動，到過香港大會堂演出。
及後再於中五畢業前，Joe Junior與陳、聲樂導師 Christine Samson等人另組「D'Topnotes」。此外，參加過校際足球運動，其後轉為參與校內詩歌班，學習唱歌三年。在香港中學會考中，只有英文科及格。1965年，Joe Junior組成了「Zouncrackers」樂隊，翌年到香港大會堂演出時被鑽石唱片公司相中而在同年年尾推出唱片《Once upon a time》。「Zouncrackers」成立不足三年便因有記者將樂隊寫成「Joe Junior And The Zoundcrackers」而引起成員不滿其他成員，加上不喜歡Joe Junior的名字排在前面出鋒頭，最終解散了「Zouncrackers」。
1967年再組「Side Effects」樂隊，成員包括他本人（主音）、Alex Tao（主音結他）、James Fong（鍵琴手）、David Tong（節奏結他）及Robert Lee（鼓手）。同年翻唱《Here's a heart》，連續七周高踞流行榜榜首，紀錄至今仍未有人打破，銷量達二萬張，刷新了當時的唱片銷量紀錄，被譽為「香港六十年代樂壇寵兒」。歌手鄭中基的父親鄭東漢也曾任他們的唱片監製。後來「Side Effects」拆夥，Joe Junior轉以個人名義出版單曲及專輯，產量甚豐。1977年推出其當時最後一張個人專輯《When》。而在1960年代末至1980年代，Joe Junior 來回香港及台灣酒廊作歌唱演出。雖然他一直專注歌唱事業，然而在該段時間的發展其不完全順利。期間在鄧光榮的酒廊當了三年駐場歌手。又與舊同學當期貨公司經紀，負責大豆期貨項目。
1990年代初，Joe Junior隨家人移民美國，取得身份後回流香港。1997年參加了一個指定要他唱歌的派對。席間無綫電視的高層邀請他加入電視台，他遂於1997年成為無綫旗下藝人。加入後首部參演的電視劇集是1998年的《網上有情人》。2011年，他於劇集天與地飾演「Dr. Dylan」一角，其中一句對白「This city is dying, you know?」令他廣為人知。2013年獲女歌手黑妹邀請合作籌備「小生Joe Junior 47周年演唱會」，翌年8月舉行。2015年9月與胡楓及黑妹合作舉行「香港經典演唱會」。現時他除了到各社區、學校及社團演唱以外，他亦有幕前演出。

## 家庭生活
Joe Junior於1985年迎娶當時在尖沙咀海城大酒樓夜總會任職舞蹈員的圈外人，妻子於婚後不久懷孕，惟終告小產。至今都沒有子女。

## 演出作品
*以下列表只記錄Joe Junior演出過的影視作品，若有遺漏，請協助補充相關資料。

### 電視劇（無綫電視）
| 首播       | 名稱               | 角色                       | 備註              |
| 1993年     | 少年五虎           | Andy                       |                   |
| 1997年     | 狀王宋世傑         | 法官                       |                   |
| 1998年     | 扫黄先锋           | 周年旺                     |                   |
| 1998年     | 網上有情人         |                            |                   |
| 1998年     | 鹿鼎記             | 湯若望                     |                   |
| 1998年     | 林世榮             | 砵甸乍                     |                   |
| 1999年     | 狀王宋世傑II       | 梵堤多                     |                   |
| 1999年     | 騙中傳奇           | 江守言                     |                   |
| 1999年     | 先生貴性           | 梁祖蔭                     |                   |
| 1999年     | 茶是故鄉濃         | 蒙扎特                     |                   |
| 2000年     | 無業樓民           | 徐先生                     |                   |
| 2000年     | 陀槍師姐II         | Uncle Roy                  |                   |
| 2000年     | 倚天屠龍記         | 平等王                     |                   |
| 2000年     | 男親女愛           | 盧亨利                     |                   |
| 2000年     | 碧血劍             | 彼得                       |                   |
| 2001年     | 廉政追擊           | 胡律師                     | 單元《足球夢》    |
| 2001年     | 美味情緣           | 味王                       | 第20、24集        |
| 2001年     | 封神榜             | 莊公公                     |                   |
| 2001年     | 酒是故鄉醇         |                            |                   |
| 2001年     | 勇往直前           | 朱育德                     |                   |
| 2001年     | 陀槍師姐III        | 張標                       |                   |
| 2002年     | 皆大歡喜           | 羅剎國王                   |                   |
| 2002年     | 絕世好爸           | 鄧有財                     |                   |
| 2002年     | 談判專家           | 劉潤發                     |                   |
| 2002年     | 法網伊人           | 阮韶雲                     |                   |
| 2002年     | 無考不成冤家       | Johnson神父                |                   |
| 2002年     | 彩色世界           | 鄭繼邦                     |                   |
| 2003年     | 智勇新警界         | 羅保羅                     |                   |
| 2003年     | 衛斯理             | Uncle Sam                  |                   |
| 2003年     | 西關大少           | 馬田校長                   |                   |
| 2003年     | 俗世情真           | 梁醫生                     |                   |
| 2003年     | 九五至尊           | Dr. Lo                     |                   |
| 2003年     | 黑夜彩虹           | 馬醫生                     | 第18集            |
| 2003年     | 十萬噸情緣         | 楊堅                       |                   |
| 2004年     | 富豪海灣至尊家緣   | 游智輝友人                 |                   |
| 2004年     | 棟篤神探           | 法官                       |                   |
| 2004年     | 下一站彩虹         | 評判                       |                   |
| 2004年     | 陀槍師姐IV         | 張標                       |                   |
| 2005年     | 少年黃飛鴻         | 威爾信                     |                   |
| 2005年     | 皆大歡喜           | 遊客                       |                   |
| 2005年     | 楚漢驕雄           | 喀隆                       |                   |
| 2005年     | 隨時候命           | 蔣學占                     |                   |
| 2005年     | 御用閒人           | 方福                       |                   |
| 2005年     | 學警雄心           |                            |                   |
| 2005年     | 妙手仁心III        |                            |                   |
| 2005年     | 窈窕熟女           | 村長                       |                   |
| 2005年     | 翻新大少           | 根叔                       |                   |
| 2005年     | 情迷黑森林         | James                      |                   |
| 2006年     | 刑事情報科         | 毛國邦                     |                   |
| 2006年     | 鳳凰四重奏         | 「日星之夜」歌唱比賽參賽者 | 第19集            |
| 2006年     | 滙通天下           | 施丹                       |                   |
| 2006年     | 轉世驚情           | 守燈使                     |                   |
| 2007年     | 溏心風暴           | 法官                       |                   |
| 2007年     | 廉政行動2007       | 校長                       |                   |
| 2008年     | 古靈精探           | 費格遜                     |                   |
| 2008年     | 疑情別戀           | 董仁和朋友                 |                   |
| 2008年     | 當狗愛上貓         | 白                         |                   |
| 2008年     | 東山飄雨西關晴     | 劍叔                       |                   |
| 2008年     | 銀樓金粉           | 花子博父親                 |                   |
| 2010年     | 秋香怒點唐伯虎     | 周永年                     |                   |
| 2010年     | 飛女正傳           | 鍾耀成                     |                   |
| 2010年     | 談情說案           | Robinson                   |                   |
| 2010年     | 天天天晴           | 唐醫生                     |                   |
| 2010年     | 巾幗梟雄之義海豪情 | 唐老闆                     |                   |
| 2010年     | 刑警               | 法官                       |                   |
| 2011年     | 七號差館           | 黎醫生                     |                   |
| 2011年     | 誰家灶頭無煙火     | Paco                       |                   |
| 2011年     | 點解阿Sir係阿Sir   | Mark Hong                  |                   |
| 2011年     | 花花世界花家姐     | Baggio                     |                   |
| 2011年     | 怒火街頭           | 馬迪倫                     |                   |
| 2011年     | 潛行狙擊           | 法官                       |                   |
| 2011年     | 紫禁驚雷           | 徐太醫                     |                   |
| 2011年     | 天與地             | Dr. Dylan                  |                   |
| 2012年     | 缺宅男女           | 施逸文                     |                   |
| 2012年     | 換樂無窮           | Joe                        |                   |
| 2012年     | 愛·回家            | 凡叔 蘇校長                | 第1集 第124-125集 |
| 2012年     | 耀舞長安           | 西域師父                   |                   |
| 2012年     | 心戰               | Brian                      |                   |
| 2012年     | 飛虎               | 蔣柏堯管家                 |                   |
| 2012年     | 護花危情           | 鍾爵士                     |                   |
| 2012年     | 回到三國           | 曹大威                     | 第25集            |
| 2012年     | 天梯               | 費度                       | 第25集            |
| 2012年     | 名媛望族           | 安德魯神父                 |                   |
| 2012年     | 大太監             | 傳教士                     |                   |
| 2012年     | 巴不得媽媽...      | 末日博士                   |                   |
| 2013年     | 初五啟市錄         | 岑老闆                     |                   |
| 2013年     | 仁心解碼II         | 麥永佳                     | 第15-19集         |
| 2013年     | 神探高倫布         | 金路易                     |                   |
| 2013年     | 好心作怪           | 郝名翰                     |                   |
| 2013年     | 熟男有惑           | 馬大訟                     |                   |
| 2013年     | 神鎗狙擊           | 蔡萬承                     |                   |
| 2013年     | On Call 36小時II   | 何振金                     |                   |
| 2013年     | 舌劍上的公堂       | 劉父老                     |                   |
| 2014年     | 叛逃               | Stephen                    |                   |
| 2014年     | 愛我請留言         | Paul                       |                   |
| 2014年     | 愛·回家            | 嚴格                       |                   |
| 2014年     | 寒山潛龍           | 單眼瑛                     |                   |
| 2014年     | 使徒行者           | 法官                       |                   |
| 2014年     | 大藥坊             | 湯瑪士神父                 |                   |
| 2014年     | 飛虎II             | 舒啟達                     |                   |
| 2015年     | 八卦神探           | 相士                       | 第20集            |
| 2015年     | 宦海奇官           | 范西斯神父                 |                   |
| 2015年     | 天眼               | 四大天王                   |                   |
| 2015年     | 以和為貴           | 麥明明                     |                   |
| 2015年     | 華麗轉身           | 楊生                       |                   |
| 2015年     | 鬼同你OT           | 貝一鳴                     |                   |
| 2015年     | 陪著你走           | 宋天從父親                 |                   |
| 2016年     | 鐵馬戰車           | 刀允才                     |                   |
| 2016年     | 愛·回家            | 嚴格                       |                   |
| 2016年     | 愛·回家之八時入席  | 伍向榮                     |                   |
| 2016年     | 純熟意外           | 黃伯                       |                   |
| 2016年     | 超能老豆           | 龔先生                     |                   |
| 2016年     | 為食神探           | 甘大偉                     |                   |
| 2016年     | 幕後玩家           | 富豪                       |                   |
| 2016年     | 流氓皇帝           | 羅白神父                   |                   |
| 2016年     | 巾帼枭雄之谍血长天 | 馬洛神父                   |                   |
| 2017年     | 乘勝狙擊           | 神父                       | 第12集            |
| 2017年     | 同盟               | 游嘉華                     |                   |
| 2017年     | 老表，畢業喇！     | Ｊ神父                     |                   |
| 2018年     | 性在有情           | 張伯                       |                   |
| 2018年     | 波士早晨           | 榮福全                     |                   |
| 2018年     | 三個女人一個「因」 | Benny                      | 第11集            |
| 2019年     | 解決師             | 教授                       | 第19集            |
| 2020年     | 黃金有罪           | 法官                       | 第27集            |
| 2020年至今 | 愛·回家之開心速遞  | 孔教授                     |                   |
| 2020年至今 | 愛·回家之開心速遞  | 神父                       | 第276、1762集     |
| 2020年至今 | 愛·回家之開心速遞  | 魯律師                     | 第1924集          |
| 2021年     | 智能愛人           | 羅拔（Robert）             |                   |
| 2022年     | 雙生陌生人         | 麥瀚程（麥律師）           |                   |
| 2022年     | 美麗戰場           | 街坊                       |                   |
| 2023年     | 新聞女王           | 許樹                       |                   |
| 未播映     | 非常檢控觀         |                            |                   |

### 電影
- 1976年：半斤八兩 飾 後巷遇劫事主
- 1980年：喝采 飾 Joe Junior
- 1981年：摩登保鑣 飾 賭客
- 1983年：我愛夜來香 飾 Joe
- 1987年：呷醋大丈夫
- 1992年：籠民 飾 查理
- 1993年：新不了情 飾 歌手
- 1993年：搶錢夫妻 飾 蔣有為上司
- 1994年：殺手的童話
- 1994年：愛的種籽 飾 陳捷仁醫生
- 1994年：霓虹光管高高掛之女子公寓
- 1995年：搶閘媽咪
- 1995年：空中小姐 飾 阿祥
- 1995年：橫紋刀劈扭紋柴 飾 羅家英
- 1995年：香江花月夜 飾 Philip
- 1996年：運財智叻星 飾 神仙
- 1996年：新與龍共舞之偷偷愛你 飾 陳百祥醫生
- 1997年：天才與白痴
- 1997年：特種飛虎
- 1998年：强奸3OL诱惑
- 1998年：新古惑仔之少年激鬥篇 飾 孔Sir
- 1998年：美少年之戀 飾 Gucci
- 1999年：四人幫之錢唔夠洗
- 2000年：沒有你，沒有我
- 2000年：真愛
- 2001年：老夫子2001 飾 Jim
- 2002年：監獄風雲之傳教士 飾 傳教士
- 2002年：陰陽路十四之雙鬼拍門
- 2003年：賭俠之人定勝天 飾 高師傅
- 2010年：72家租客 飾 「開Phone府」員工
- 2011年：我愛HK開心萬歲 飾 1987年街坊
- 2012年：2012我愛HK喜上加囍 飾 市民
- 2013年：2013我愛HK恭囍發財
- 2016年：刑警兄弟 飾 犀利哥
- 2016年：江湖悲劇
- 2018年：我的情敵女婿 飾 豬肉佬
- 2021年：逃獄兄弟2 飾 B 仔
- 2022年：逃獄兄弟3 飾 B 仔
- 2022年： 飾 山度士

### 舞台劇
- 2005年：感受鄧麗君

### 綜藝節目（無綫電視）
主持
- 2013年：三個小生去旅行
- 2015年：四個小生去旅行

嘉賓
- 2015年：兄弟幫（嘉賓；第1420及1421集）
- 2015年：今日VIP（嘉賓；第157集）
- 2015年：超強選擇1分鐘（嘉賓；第19集）
- 2015年：今晚睇李（嘉賓；第28集）
- 2018年：街坊廚神重出江湖（嘉賓；第5集）

演出
- 2016年：湊仔攻略（演出、飾天光爸/爺爺；第1集）

### 廣告
- 2014年：BUPA 互通保額醫療保障計劃
- 2014年、2015年：惠康超級市場

### 政府宣傳片
- 2015年：旅遊事務署、保險業監理處「旅遊保險睇清楚」

## 音樂作品
*以下列表只記錄Joe Junior 的專輯作品，若有遺漏，請協助補充相關資料。

### 個人專輯
- 1960年代末：《A Letter From Susan》
- 1960年代末：《How Many Times (Will I Send You Kisses)》
- 1968年：《The Voice Of Love》
- 1969年：《Exclusively Yours》
- 1970年：《The best of Joe Junior》
- 1971年：《VIth》
- 1974年：《Susie Darlin' - Stairway To Heaven》
- 1977年：《When》
- 2014年：《The Very Best of Joe Junior》
- 2018年：《Timeless memories》
- 2019年：《Timeless memories II》

### 其他唱片
以Zouncrackers名義推出
- 1966年：《Once upon a time》
- 1967年：《I Gotta Find Cupid》

以Side Effects名義推出
- 1960年代末：《Here's A Heart So Much In Love》
- 1960年代末：《Angel》
- 1960年代末：《A Letter Bad To Me》
- 1960年代末：《That's The Way Love Is Funny How Love Can Be》
- 1968年：《Effective》
- 1968年：《Tribute》

演唱會錄像與合輯
- 1982年：《涼茶．馬尾．飛機頭》
- 2001年：《閃耀樂壇1世紀》
- 2005年：《集體回憶......耳熟能唱》
- 2006年：《鑽石名曲選》
- 2008年：《寶鑑》
- 2009年：《我的最愛》
- 2011年：《Joe Junior Here’s A Heart 42週年演唱會Live Karaoke 2DVD》
- 2011年：《My way Joe Junior 42週年演唱會》
- 2015年：《Joe Junior & Irene Ryder Christmas Greetings》

## 外部連結
- Joe Junior在香港影庫上的簡介